# روبرت هوبر
روبرت هوبر (بالألمانية: Robert Huber) هو كيميائي ألماني ولد في 20 فبراير 1937 بميونخ.
درس في جامعة ميونخ التقنية وتحصل منها على الدكتوراة. بين 1971 و2005 كان مدير معهد ماكس بلانك للكيمياء الحيوية بمرتنسريد وثم ميونخ.
حصل على جائزة نوبل في الكيمياء لسنة 1988.

## روابط خارجية
- روبرت هوبر على موقع الموسوعة البريطانية (الإنجليزية)
- روبرت هوبر على موقع مونزينجر (الألمانية)
- روبرت هوبر على موقع إن إن دي بي (الإنجليزية)